# Panther Lakeマイクロプロセッサ
Panther Lake（パンサーレイク）とは、インテルが開発中のマイクロプロセッサであり、Core Ultraシリーズ3プロセッサのコードネーム。2025年後半投入予定で、量産開始は2026年頃を予定している。

## 設計と開発
前代のアーキテクチャであるLunar LakeはTSMCへ全面的に生産を委託し、大幅な刷新を図った。しかしながら、それまでの自社生産とは異なり、大幅な収益構造の低下を招いたため、Panther LakeはTSMCではなくの自社生産を検討している。また、Nova Lakeも自社生産向けに開発中である。